# San Pedro el Chico
San Pedro el Chico är en ort i kommunen San Felipe del Progreso i delstaten Mexiko i Mexiko. Samhället hade 991 invånare vid folkräkningen 2020.